# Disposable Arts
Albums de Masta Ace
The Best of Cold Chillin: Masta Ace
(2001) Hits U Missed
(2004)
Singles
1. Don't Understand
Sortie : 2001

Disposable Arts est le deuxième album studio de Masta Ace, sorti le 18 octobre 2001.
Cet album-concept raconte l'histoire d'un jeune homme de Brooklyn, fraîchement sorti de prison, son retour chez lui, et sa vie à l'« Institut Disposable Arts », une école dans laquelle il s'inscrit après avoir s'être rendu compte à quel point la situation à New York était mauvaise.
Il s'est classé 90e au Top R&B/Hip-Hop Albums.

## Listes des titres
| No  | Titre                                             | Contient un (des) sample(s) de | Durée |
| --- | ------------------------------------------------- | --- | ----- |
| 1.  | The Release (Interlude)                           | | 0:48  |
| 2.  | Too Long (featuring Apocalypse)                   | | 2:34  |
| 3.  | Block Episode (featuring Punch & Words)           | Lo Mismo Que Tu de Leonardo Favio | 3:48  |
| 4.  | IDA Commercial (Interlude)                        | | 1:18  |
| 5.  | Don't Understand (featuring Greg Nice)            | Easier to Love de Sister Sledge Who Knew d'Eminem Bang Zoom (Let's Go-Go) de The Real Roxanne featuring Howie Tee                     | 3:56  |
| 6.  | Goodbye Lisa (Interlude)                          | | 1:00  |
| 7.  | Hold U (featuring Jean Grae)                      | Make It Easy on Yourself de Dionne Warwick                                                                                            | 4:16  |
| 8.  | Every Other Day (featuring Sas & Mr. Lee Gee)     | | 4:29  |
| 9.  | Roommates Meet (Interlude)                        | | 1:14  |
| 10. | Take a Walk (featuring Apocalypse)                | Lazy Day de Spanky & Our Gang | 5:07  |
| 11. | Something's Wrong (featuring Strick et Young Zee) | | 4:10  |
| 12. | The Classes (Interlude)                           | | 0:59  |
| 13. | Acknowledge                                       | Home d'Aria featuring Rebecca Luker Moment of Truth de Gang Starr John Blaze de Fat Joe et Big Pun featuring Jadakiss, Nas et Raekwon | 4:13  |
| 14. | Enuff (featuring Mr. Lee Gee)                     | Share a Little Love in Your Heart du Love Unlimited Orchestra                                                                         | 4:48  |
| 15. | Watching the Game (Interlude)                     | | 0:57  |
| 16. | Unfriendly Game (featuring Strick)                | Ya Lo Se Que Tu Te Vas de Lupita d'Alessio                                                                                            | 4:16  |
| 17. | Alphabet Soup                                     | Wind, Blow Her Back My Way de Syl Johnson                                                                                             | 2:44  |
| 18. | Dear Yvette (featuring Jane Doe)                  | Rock the Bells de LL Cool J | 3:29  |
| 19. | I Like Dat (featuring Punch & Words)              | Harvey's Tune de Mike Bloomfield, Al Kooper et Stephen Stills                                                                         | 3:32  |
| 20. | P.T.A. (featuring King Tee et J-Ro)               | Just Playing (Dreams) de The Notorious B.I.G.                                                                                         | 3:59  |
| 21. | Type I Hate (featuring Rah Digga & Leschea)       | Autumn of Your Love de Spyro Gyra Caught Out There de Kelis                                                                           | 4:12  |
| 22. | Dear Diary                                        | Dear Diary des Moody Blues | 3:01  |
| 23. | Last Rights (Interlude)                           | | 1:05  |
| 24. | No Regrets                                        | The Edge de David McCallum | 3:05  |

## Distribution
- Masta Ace : Lui-même
- Tony Hanna : Le gardien de prison
- Tonedeff : La voix de la publicité IDA
- Jane Doe : Lisa
- MC Paul Barman : Paul, le compagnon de chambre
- Strick : L'ami d'Ace
- Jugga : Tyreek
- Blaise Dupuy : Le présentateur du journal télévisé
- Chyrisse Turner : L'intervieweur